# Benoît Badiashile
Benoît Ntambue Badiashile Mukinayi Baya (sinh ngày 26 tháng 3 năm 2001) là một cầu thủ bóng đá chuyên nghiệp người Pháp hiện đang thi đấu ở vị trí trung vệ cho câu lạc bộ bóng đá Chelsea tại Premier League.

## Thiếu thời
Benoît Ntambue Badiashile Mukinayi Baya sinh ngày 26 tháng 3 năm 2001 tại Limoges, tỉnh Haute-Vienne. Anh là người gốc Congo.

## Sự nghiệp câu lạc bộ

### Sự nghiệp ban đầu
Badiashile bắt đầu chơi bóng vào năm 2007 với Limoges. Năm 2008, anh chuyển đến SC Malesherbes và vào năm 2016, anh gia nhập đội trẻ của AS Monaco.

### AS Monaco
Vào ngày 5 tháng 2 năm 2018, Badiashile ký hợp đồng chuyên nghiệp đầu tiên với Monaco. Anh có trận ra mắt chuyên nghiệp cho Monaco vào ngày 11 tháng 11 năm 2018 trong trận thua 4–0 trướcParis Saint-Germain ở Ligue 1. Sau trận đấu đó, Badiashile ngay lập tức trở thành cầu thủ đá chính thường xuyên ở vị trí trung vệ của Monaco. Trong mùa giải đầu tiên với Monaco, anh ra sân hai lần tại Champions League. Bên cạnh đó, anh cũng đã chơi 4 trận ở cúp quốc gia, 20 lần ra sân ở giải VĐQG và ghi được một bàn thắng. Badiashile cũng là trụ cột trong đội hình của Monaco cho mùa giải 2019–20 và thường xuyên có mặt trong đội hình xuất phát.

### Chelsea
Vào ngày 5 tháng 1 năm 2023, Badiashile ký hợp đồng với câu lạc bộ Premier League Chelsea theo hợp đồng có thời hạn sáu năm rưỡi với mức phí chuyển nhượng 41 triệu USD. Vào ngày 15 tháng 1 năm 2023, Badiashile đá chính trong trận ra mắt cho Chelsea trong trận gặp Crystal Palace ở Premier League. Anh đã chơi cả trận và giúp Chelsea giữ sạch lưới và đem về chiến thắng 1–0 trước Crystal Palace.

## Sự nghiệp quốc tế
Badiashile từng là thành viên của đội trẻ lứa tuổi từ U-16 đến U-21 tuổi kể từ năm 2016. Anh lần đầu tiên được gọi vào đội tuyển quốc gia Pháp cho hai trận đấu gặp Áo và Đan Mạch vào tháng 9 năm 2022 tại UEFA Nations League.

## Đời tư
Badiashile là em trai của Loïc Badiashile, một cầu thủ bóng đá chuyên nghiệp.

## Thống kê sự nghiệp

### Câu lạc bộ
Tính đến 7 tháng 2 năm 2024
| Câu lạc bộ          | Mùa giải            | Giải vô địch           | Giải vô địch | Giải vô địch | Cúp quốc gia | Cúp quốc gia | Cúp Liên đoàn | Cúp Liên đoàn | Châu lục | Châu lục | Khác | Khác | Tổng cộng | Tổng cộng |
| Câu lạc bộ          | Mùa giải            | Hạng đấu               | Trận         | Bàn          | Trận         | Bàn          | Trận          | Bàn           | Trận     | Bàn      | Trận | Bàn  | Trận      | Bàn       |
| ------------------- | ------------------- | ---------------------- | ------------ | ------------ | ------------ | ------------ | ------------- | ------------- | -------- | -------- | ---- | ---- | --------- | --------- |
| Monaco II           | 2017–18             | Championnat National 2 | 3            | 0            | —            | —            | —             | —             | —        | —        | —    | —    | 3         | 0         |
| Monaco II           | 2018–19             | Championnat National 2 | 9            | 0            | —            | —            | —             | —             | —        | —        | —    | —    | 9         | 0         |
| Monaco II           | Tổng cộng           | Tổng cộng              | 12           | 0            | —            | —            | —             | —             | —        | —        | —    | —    | 12        | 0         |
| Monaco              | 2018–19             | Ligue 1                | 20           | 1            | 1            | 0            | 3             | 0             | 2        | 0        | 0    | 0    | 26        | 1         |
| Monaco              | 2019–20             | Ligue 1                | 16           | 0            | 2            | 0            | 2             | 0             | —        | —        | —    | —    | 20        | 0         |
| Monaco              | 2020–21             | Ligue 1                | 35           | 2            | 4            | 0            | —             | —             | —        | —        | —    | —    | 39        | 2         |
| Monaco              | 2021–22             | Ligue 1                | 24           | 1            | 0            | 0            | —             | —             | 10       | 0        | —    | —    | 34        | 1         |
| Monaco              | 2022–23             | Ligue 1                | 11           | 2            | 0            | 0            | —             | —             | 5        | 0        | —    | —    | 16        | 2         |
| Monaco              | Tổng cộng           | Tổng cộng              | 106          | 6            | 7            | 0            | 5             | 0             | 17       | 0        | —    | —    | 135       | 6         |
| Chelsea             | 2022–23             | Premier League         | 11           | 1            | 0            | 0            | —             | —             | —        | —        | —    | —    | 11        | 1         |
| Chelsea             | 2023–24             | Premier League         | 8            | 0            | 2            | 0            | 2             | 1             | —        | —        | —    | —    | 12        | 1         |
| Chelsea             | Tổng cộng           | Tổng cộng              | 19           | 1            | 2            | 0            | 2             | 1             | —        | —        | —    | —    | 23        | 2         |
| Tổng cộng sự nghiệp | Tổng cộng sự nghiệp | Tổng cộng sự nghiệp    | 137          | 7            | 10           | 0            | 7             | 1             | 17       | 0        | 0    | 0    | 170       | 8         |

1. ↑  Bao gồm Coupe de France và FA Cup
2. ↑  Bao gồm Coupe de la Ligue, EFL Cup
3. ↑  Ra sân tại UEFA Champions League
4. ↑  Bốn lần ra sân tại UEFA Champions League, sáu lần ra sân tại UEFA Europa League
5. ↑  Ra sân tại UEFA Europa League

### Quốc tế
Tính đến 25 tháng 9 năm 2022
| Đội tuyển quốc gia | Năm       | Trận | Bàn |
| ------------------ | --------- | ---- | --- |
| Pháp               | 2022      | 2    | 0   |
| Tổng cộng          | Tổng cộng | 2    | 0   |